# 盲人将棋
盲人将棋（もうじんしょうぎ）とは、視覚障害者が将棋を指せるように工夫された特別の盤と駒を使って指す将棋。盤の升目を区切る罫線には凹凸がある。駒の下部右側に点字があり、駒の種類と表裏が分かるようになっている。盤を見ることが出来ないため、頭の中に盤を描いて指し手を考えなくてはならない。駒には普通の駒と同じ文字が書かれているため、晴眼者と対局することも出来る。
社会福祉法人日本視覚障害者団体連合が全国視覚障害者将棋大会を主催している。

## 名称
古くより盲将棋（めくらしょうぎ）と呼ばれていたものは現在（差別用語を含むため）目隠し将棋と呼ばれているもので、頭の中に盤を描いて指すことでは共通しているが、盤と駒は全く使用せず、対局者も視覚障害者とは限らないため別のものである。

## 盲人将棋指しの歴史
盲人の将棋指しは江戸時代には既に登場しており、石田流を考案した石田検校、天野宗歩と対局した石本検校などの実力者も現れている。当時の駒には当然点字は打たれていなかったが、駒の彫りをなぞって駒の種類を識別していたようである。
チェスにも盤や駒に工夫を施した盲人用の用具が存在する。